# My Lord John
My Lord John é um romance de ficção histórica inacabado da autora britânica Georgette Heyer, publicado postumamente em 1975, após sua morte no ano anterior. Ele traça os primeiros anos de vida dos "jovens senhores" - Harry, Thomas, John e Humfrey - todos filhos do futuro rei lancastriano Henrique IV da Inglaterra. Eles cresceram em meio a eventos turbulentos, incluindo a  pandemia de peste de 1348, o exílio de seu pai por Ricardo II, a morte de seu poderoso avô João de Gante e a tomada do trono por seu pai. João de Lancaster é a personagem principal do romance.
Heyer pretendia que o romance fosse a primeira parte de uma trilogia cobrindo a Casa de Lancaster no auge de seu poder (1393-1435), com João como personagem central. Ela sentiu que João, agora em grande parte desconhecido, era ideal porque seria um "grande homem" que viveu durante todo o período de tempo selecionado e foi o irmão mais confiável de Henrique V. No entanto, Heyer falhou em completar a trilogia, encontrando-se distraída com a escrita de seus populares romances da Regência para agradar seus fãs e compensar suas obrigações fiscais. Ela morreu em 1974, e My Lord John foi publicado por sua família um ano depois. Abrangeu apenas o início da vida de João de Lancaster, de 1393 a 1413.
Após a sua publicação, My Lord John recebeu uma recepção principalmente negativa de leitores contemporâneos e críticos literários, que sentiram que faltava fluxo narrativo e era inferior aos romances da Regência de Heyer. Os críticos modernos também viram o trabalho de maneira desfavorável. Apresentando detalhes históricos significativos, foi rotulado como "mais sério" do que seus empreendimentos anteriores. Um crítico achou que se parecia mais com uma narrativa histórica do que com um romance. Uma tradução alemã foi lançada em 1980.

## Antecedentes e desenvolvimento
Georgette Heyer é mais conhecida por escrever histórias românticas ambientadas na era da Regência, mas seu conjunto de obras abrangeu muitos períodos históricos diferentes, incluindo a Guerra Civil Inglesa e a Idade Média. Um de seus períodos favoritos centrou-se no pico do poder da Casa de Lancaster, entre 1393 e 1435. Em 1950, Heyer começou a trabalhar no que ela chamou de "a magnum opus dos meus últimos anos", uma trilogia medieval destinada a cobrir a Casa de Lancaster durante aquele período. Ela estimou que precisaria de cinco anos para concluir este projeto. Seus leitores impacientes clamavam continuamente por novos livros, entretanto. Para satisfazê-los e às suas obrigações fiscais, Heyer interrompeu-se para escrever romances da Regência, como April Lady (1957) e Charity Girl (1970).
De acordo com o marido de Heyer, George Ronald Rougier, a trilogia Lancaster deveria se concentrar em João de Lancaster porque ele era o irmão mais confiável de Henrique V, viveu durante todo o período de tempo selecionado e "foi um grande homem" pouco conhecido hoje. Em seu romance, Heyer descreve John como possuidor do "melhor temperamento de toda a sua família e o maior talento para pacificar". Rougier afirmou que a perfeccionista Heyer se preparou para a trilogia embarcando em uma pesquisa holística que cobriu "todos os aspectos da o período ", incluindo suas guerras, condições sociais e heráldica. Heyer aprendeu a ler inglês medieval e criou arquivos indexados que catalogavam todos os dias durante o período de quarenta anos. Ela e seu marido viajaram pela Inglaterra e Escócia, onde Heyer tomou notas abundantes enquanto visitava setenta e cinco castelos e vinte e três abadias.
Após cada pausa para escrever outro romance da Regência, no entanto, Heyer achava difícil voltar a escrever a trilogia e "recapturar o espírito de seu trabalho principal", pois a cada vez ela precisava atualizar seu conhecimento da época. Como resultado, ela só conseguiu completar quase um terço da trilogia, e My Lord John foi o resultado desses esforços. Tornou-se seu único volume completo da série. Heyer morreu em 1974, com uma história que cobriu apenas um quarto da vida de João de Lancaster, de 1393 a 1413. A estrutura do romance é dividida em quatro partes, cada uma cobrindo um período específico da vida de João.